# Alec Costin
Alec Baille Costin (* 30. September 1925 in Roseville, New South Wales; † 22. August 2022) war ein australischer Ökologe. Er galt als internationaler Experte auf dem Gebiet der Ökologie von Ökosystemen in den Australischen Alpen.

## Leben
Costin besuchte die Roseville Public School und die North Sydney Boys’ High School. Von 1942 bis 1950 war er Kadett beim 1938 gegründeten Soil Conservation Service (Bodenschutzdienst) von New South Wales, wobei seine Forschungen in den frühen 1950er Jahren zu einem totalen Weideverbot im Kosciuszko-Nationalpark führten. 1947 erwarb er den Bachelor of Science in den Agrarwissenschaften von der Universität Sydney und 1964 wurde er an derselben Institution mit der Dissertation Ecological studies in high mountain catchments of south-eastern Australia zum Doktor in den Agrarwissenschaften promoviert. Von 1950 bis 1951 erhielt er ein Thomas-Lawrence-Stipendium und von 1951 bis 1953 ein Australian-Services-Canteens-Stipendium an der Universität Sydney und in Übersee, insbesondere in Europa, um seine Studien über das Hochland fortzusetzen. Von 1953 bis 1955 war er leitender Forschungsbeauftragter bei der Soil Conservation Authority of Victoria, wo er eine kleine Forschungsgruppe zusammenstellte und sein Verantwortungsbereich den Wassereinzugsgebieten in Victoria, insbesondere dem Hochland des Kosciuszko-Nationalparks in den Victorian Alps, galt. Von 1955 bis 1974 war er leitender Wissenschaftler und Forschungsleiter an der Abteilung für Pflanzenindustrie bei der Commonwealth Scientific and Industrial Research Organisation (CSIRO), wo er in den Australischen Alpen die Beziehungen zwischen Vegetation und Wasserertrag untersuchte. Von 1973 bis 1974 war er Gastprofessor an der Abteilung für Biogeographie und Geomorphologie sowie von 1976 bis 1977 am Zentrum für Ressourcen- und Umweltstudien der Australian National University.
1959 war er Gründungsmitglied der Ecological Society of Australia und 1965 der Australian Conservation Foundation. 1980 wurde er zum Mitglied der Australian Academy of Science gewählt.
Costin hatte einen direkten Einfluss auf die Einrichtung von Nationalparks. Er unterstützte die Forst- und Landwirtschaft und überzeugte die Regierungsbehörden davon, dass Berggebiete für die Wassergewinnung wertvoller sind als für die Viehweide.
Costin beriet Regierungsbeamte, Wissenschaftler und Landwirte, um einige der empfindlichsten und anfälligsten Bergregionen Australiens zu schützen.

## Schriften
- mit Noel Beadle: Ecological classification and nomenclature, 1952
- A study of the ecosystems of the Monaro region of New South Wales with special reference to soil erosion, 1954
- The high mountain vegetation of Australia, 1957
- High mountain catchments in Victoria in relation to land use, 1957
- Vegetation of high mountains in Australia in relation to land use, 1959
- mit Robert Carrick: Nature conservation in Australia, 1959
- Studies in Catchment Hydrology in the Australian Alps: I. Trends in Soils and Vegetation, 1959
- Studies in Catchment Hydrology  in the Australian Alps. II., Surface run-off and soil loss, 1960
- High mountain catchments in Victoria: the catchment of Eildon Reservoir, 1960
- Forest hydrology of Australian subalpine catchments, 1961
- Studies in Catchment Hydrology in the Australian Alps. III., Preliminary snow, 1961
- Studies in Catchment Hydrology in the Australian Alps. IV, Interception by trees of rain, cloud, and fog, 1961
- Tussock grasslands and mountain lands of New Zealand: Some impressions of a visit to parts of the South Island, June, 1962, 1963
- Studies in Catchment Hydrology in the Australian Alps. V, Soil moisture characteristics and evapotranspiration, 1964
- mit Henry Antony Polach: Validity of soil organic matter radiocarbon dating, 1970
- Vegetation, soils, and climate in late Quaternary southeastern Australia, 1971
- mit Harry Frith: Conservation, 1971
- mit Henry Antony Polach: Age and significance of slope deposits, Black Mountain, Canberra, 1973
- Nature conservation in the Pacific: Proceedings of a Symposium on Nature Conservation in the Pacific of the Twelfth Pacific Science Congress held in Canberra, Australia, 18 August to 3 September 1971, 1973
- mit James Dooge und Herman J. Finkel: Man’s influence on the hydrological cycle: a draft report, 1973
- mit R. D. Hoogland und C. Lendon: Vegetation changes in the Lake Mamsin area, Saruwaged Plateau, New Guinea. American Museum Novitates; No. 2628, 1977
- Report on inspections of parts of the Bogong High Plains area, May 2–6, 1977, 1977
- mit A. M. Gill: Fire and its place in park and wilderness management, 1977
- mit Max Gray und Colin Totterdell: Kosciusko Alpine Flora, 1979 (2. Auflage 2000)
- Storm runoff and soil loss from an improved pasture at Ginninderra, Southern Tablelands, Southeastern Australia, 1979
- Runoff and soil and nutrient losses from an improved pasture catchment at Ginninderra, Southern Tablelands, Southeastern Australia, 1979
- mit D. J. Wimbush: Trends in vegetation at Kosciusko, 1979
- mit C. H. Williams: Phosphorus in Australia, 1982
- mit J. G. Mosley: World heritage values and their protection in far south east New South Wales, 1992
- A Report to the Australian Alps Committee: Dr. A.B. Costin Pioneering Ecologyist .. Friend of the Alps – A Conversation with Allan Fox {and} Dr. Alec Costin’s Australian Alpine Work and Insights: An Audiovisual Tour, 2002